# Cimitirul militarilor români de la Rossoșka
Cimitirul militarilor români de la Rossoșka este primul cimitir al militarilor români de pe teritoriul Federației Ruse. Situat în localitatea Rossoșka⁠(ru)[traduceți] din regiunea Volgograd a Federației Ruse, cimitirul a fost inaugurat pe 25 octombrie 2015, în cadrul unei ceremonii oficiale la care au participat reprezentanți ai României și ai Federației Ruse. 
Cimitirul, care face parte din cadrul Complexului Memorial Rossoșka, cinstește memoria militarilor români care au căzut în timpul celui de-Al Doilea Război Mondial în luptele de la Stalingrad. Întrucât cimitirul este gândit a fi unul centralizator, urmează să aibă loc exhumări de cadavre în zona Volgogradului (fostul Stalingrad) și Republica Kalmâkia, care urmează să fie reînhumate la Rossoșka.

## Istoric
Proiectul s-a materializat după vizita ministrului român de externe la Moscova din 9 iulie 2013, deoarece autoritățile rusești au fost de acord cu realizarea unui cimitir centralizator românesc în Complexul Rossoșka, aflat la cca. 35 de kilometri de Volgograd (fostul oraș Stalingrad). 
Ambasada României la Moscova a obținut în 2014 autorizațiile necesare pentru amplasarea unui cimitir românesc în cadrul Complexului Comemorativ Multinațional Rossoșka. Ambasada a fost sprijinită de către Asociația „Voennîe Memorialî” din Federația Rusă, iar prin hotararea guvernului României nr. 421/10 iunie 2015 s-a aprobat finanțarea proiectului de amenajare a cimitirului militar. În aceeași zi a fost semnat un contract economic între Oficiul Național pentru Cultul Eroilor (România) și Asociația „Voennîe Memorialî” și au început lucrările de construcție.
Între august–octombrie 2015 au fost făcute exhumări în localitățile Plodovitoe, Gromki și Izbușenski. Au fost identificate și deshumate rămășițele a 72 de militari români. 62 au fost reîngropați pe 23 octombrie, iar 10 două zile mai târziu, în timpul ceremoniei de inaugurare.  
Cimitirul se întinde pe o suprafață de aproximativ 6.000 mp (90 m lungime, 60 m lățime), cu un monument central constituit dintr-o cruce de 3 metri din granit, așezată pe un platou central cu dimensiunile de 6 m x 9 m. Pe o placă situată la baza crucii, tot din granit, este inscripționat textul bilingv „In memoriam. Militarilor români căzuți în luptă la Stalingrad”. Alte 22 de plăci indică denumirile celor 79 de cimitire românești de campanie.
Inaugurarea cimitirului a avut loc la 25 octombrie 2015. Din partea României au fost prezenți ambasadorul României în Federația Rusă, Vasile Soare, Teodor Meleșcanu (consilier de stat în guvern), Florin Iordache, vicepreședinte al Camerei Deputaților, secretari de stat din guvern, Ionel Tălpău, directorul Oficiului Național pentru Cultul Eroilor, parlamentari și alți reprezentanți. A mai participat un sobor de preoți români conduși de episcopul vicar-patriarhal Varlaam Ploieșteanul, istorici, veterani, urmașul soldatului-sanitar căzut Gheorghe Popescu, mass-media etc. Din partea rusă au participat membri ai ministerului de externe și alte oficialități. Au participat reprezentanți ai Asociației „Voennîe Memorialî” și atașați militari din cadrul corpul diplomatic de la Moscova.